# الحوت المنقاري جنكي الأسنان
الحوت المنقاري جنكي الأسنان (الاسم العلمي: Mesoplodon ginkgodens) هو نوع من الحيتانيات، يتبع جنس حيتان مركزية الأسنان.